# Championnat du Sénégal de football 2015-2016
Navigation
Ligue 1 2014-2015 Ligue 1 2016-2017
La Ligue 1 2015-2016 est la cinquante-troisième édition de la première division sénégalaise de football (la septième édition de l'ère professionnelle), qui constitue le premier échelon national sénégalais. Elle se compose d'une poule unique de quatorze clubs.
Le championnat débute le 8 novembre 2015 et se termine le 19 juin 2016. Il comprend 26 journées, les clubs s'affrontant deux fois en matches aller-retour.
L'US Gorée, promue de deuxième division, remporte son quatrième titre de champion du Sénégal. Le club ASC Jaraaf termine vice-championne et Diambars FC termine troisième, tandis que l'ASC Sonacos et l'Olympique de Ngor sont relégués en Ligue 2.

## Clubs participants
Les 12 premiers du championnat précédent ainsi que les deux premiers de la Ligue 2 2014 participent au championnat :
- AS Douanes
- ASC Diaraf
- Casa Sport
- NGB ASC Niary Tally
- US Ouakam
- Stade de Mbour
- ASC La Linguère
- Diambars FC
- Olympique de Ngor
- Mbour Petite-Côte FC anciennement ASC Touré Kunda
- ASC Suneor
- Guédiawaye FC
- ASEC Ndiambour - Promu de Ligue 2
- US Gorée - Promu de Ligue 2

## Compétition

### Classement
| Rang | Équipe               | Pts | J  | G  | N  | P  | Bp | Bc | Diff |
| ---- | -------------------- | --- | -- | -- | -- | -- | -- | -- | ---- |
| 1    | US GoréeP            | 42  | 26 | 11 | 9  | 6  | 25 | 17 | +8   |
| 2    | ASC Diaraf           | 39  | 26 | 11 | 6  | 9  | 31 | 26 | +5   |
| 3    | Diambars FC          | 38  | 26 | 9  | 11 | 6  | 30 | 23 | +7   |
| 4    | ASC La Linguère      | 38  | 26 | 10 | 8  | 8  | 32 | 29 | +3   |
| 5    | Guédiawaye FC        | 36  | 26 | 8  | 12 | 6  | 26 | 22 | +4   |
| 6    | Casa Sport           | 36  | 26 | 9  | 9  | 8  | 29 | 27 | +2   |
| 7    | NGB ASC Niary TallyC | 35  | 26 | 8  | 11 | 7  | 19 | 19 | 0    |
| 8    | US Ouakam            | 33  | 26 | 6  | 15 | 5  | 21 | 20 | +1   |
| 9    | Stade de Mbour       | 33  | 26 | 7  | 12 | 7  | 20 | 20 | 0    |
| 10   | ASEC NdiambourP      | 32  | 26 | 9  | 5  | 12 | 20 | 28 | -8   |
| 11   | Mbour Petite-Côte FC | 31  | 26 | 7  | 10 | 9  | 20 | 19 | +1   |
| 12   | AS DouanesT          | 30  | 26 | 7  | 9  | 10 | 23 | 30 | -7   |
| 13   | ASC Suneor           | 30  | 26 | 7  | 9  | 10 | 17 | 24 | -7   |
| 14   | Olympique de Ngor    | 25  | 26 | 5  | 10 | 11 | 20 | 29 | -9   |

|  | Qualification pour la Ligue des champions de la CAF 2017                 |
|  | Qualification pour la Coupe de la confédération 2017                     |
|  | Relégation directe en deuxième division                                  |
|  | T : Tenant du titre C : Vainqueur de la Coupe du Sénégal P : Promu de D2 |

## Bilan de la saison
| Championnat du Sénégal de football 2016 |                     |
| Champion                                | US Gorée (4e titre) |
| Coupes et trophées                      |                     |
| Vainqueur de la Coupe du Sénégal 2016   | NGB ASC Niary Tally |
| Vainqueur de la Coupe de la Ligue 2016  | Diambars FC         |
| Qualifications continentales            |                     |
| Ligue des champions de la CAF 2017      | US Gorée            |
| Coupe de la confédération 2017          | NGB ASC Niary Tally |
| Promotions et relégations               |                     |
| Promus en Ligue 1                       | Teungueth FC        |
| Promus en Ligue 1                       | Génération Foot     |
| Relégués en Ligue 2                     | ASC Suneor          |
| Relégués en Ligue 2                     | Olympique de Ngor   |